# Gairethinx
Gairethinx a reprezentat o ceremonie specifică a longobarzilor, prin care edictele și legile erau confirmate de către armată.